# ترس لاگوس
ترس لاگوس (به پرتغالی: Três Lagoas) یک شهرستان برزیل در برزیل است که در ماتوگروسو جنوبی واقع شده‌است.